# Receptor 5-HT1
Os Receptores 5-HT1 são uma subfamília de receptores 5-HT que se ligam aos neurotransmissores endógenos serotoninérgicos (5-hidroxitriptamina, 5-HT).
A subfamília 5-HT1 é composta por 5 receptores acoplados à proteína G, ligados a Gi/Go e medeiam a neurotransmissão inibitória, incluindo os receptores 5-HT1A, 5-HT1B, 5-HT1D, 5-HT1E e 5-HT1F. Não existe o receptor 5-HT1C, visto ter sido reclassificado como  receptor 5-HT2C.